# نامه نائوئه
نامه نائوئه (به ژاپنی: 直江状 なおえじょう) نامه ای است که در سال ۱۶۰۰ از طرف ملازم ارشد خاندان اوئه‌سوگی، نائوئه کانه‌تسوگو به سایشو جوتای مشاور مذهبی توکوگاوا ایه‌یاسو که به دستور او با خاندان اوئه‌سوگی مذاکره می‌کرد، فرستاده شد. گفته می‌شود که به ایه‌یاسو تحت تأثیر این نامه قرار گرفته و تصمیم می‌گیرد که قلمرو آیزو را که تحت اختیار خاندان اوئه‌سوگی بود را فتح کند. این واقعه منجر به نبرد سکیگاهارا شد. نظریه ای وجود دارد که نشان می‌دهد این سند جعلی نبوده، اما در نسل‌های بعدی به‌طور قابل توجهی تغییر کرده‌است.

## نامه نائوئه یا نائوئه-جو
توکوگاوا ایه‌یاسو بارها از اوئه‌سوگی کاگه‌کاتسو خواسته بود تا به کیوتو برود (ایه‌یاسو در این زمان اغلب در قلعه فوشیمی در کیوتو بود). به احتمال زیاد او می‌خواست از او در مورد سوء ظن شورش سؤال کند و همچنین از او می‌خواست بدون بازگشت به ولایت خودش وظایف خود را به عنوان یکی از گوتایرو (پنج بزرگان اداره‌کننده کشور) به عهده بگیرد و در جلسه‌ها شرکت کند. اوئه‌سوگی کاگه‌کاتسو به نامه‌های مکرر توکوگاوا ایه‌یاسو در مورد نگرانی‌های او پاسخ نمی‌داد در عوض ملازم ارشد او نائوئه کانه‌تسوگو نامه ای معروف "نامه نائوئه " به توکوگاوا ایه‌یاسو فرستاد. روی نامه نائوئه چنین نوشته شده بود:
در منطقه کیوتو شایعات غیرمستند مختلفی وجود دارد و توکوگاوا ایه‌یاسو مشکوک به نظر می‌رسد، اما در چنین کشوری دوری، مشکوک شدن به او (اوئه‌سوگی کاگه‌کاتسو) اجتناب‌ناپذیر است. همچنین کاگکاتسو یک مرد جوان است، طبیعی است که شایعات شورش گسترش خواهد یافت. جای نگرانی نیست. او به تازگی در سپتامبر سال گذشته به ولایت خود برگشته است. اکنون اگر دوباره به کیوتو نقل مکان کند، پس چه زمانی باید مرخصی خود را بگیرد. کاگه‌کاتسو اصلاً قصد طغیان ندارد. با این حال، اگر گفته شود که او قصد طغیان دارد بدون تحقیق از فردی که اتهام نادرست را انجام می‌دهد، نمی‌توان کاری انجام داد… این کار را نکن. اگر چنین کاری انجام بدهی، فکر می‌کنم ایه‌یاسو «دو رو» دارد.» «در مورد انباشت اسلحه، این ویژگی ملی سامورایی‌های روستایی است که تفنگ و تیر و کمان را آماده کنند.» «این وظیفه طبیعی دایمیو است که جاده‌ها و پل‌ها را بسازد تا هیچ زحمتی دررفت و آمد وجود نداشته باشد. (خلاصه نامه)
به عبارت دیگر، او ادعا می‌کند که کاگه‌کاتسو قصد خیانت ندارد و مهم است که ابتدا صحت اتهام‌های نادرست را بررسی کرده و ظن خیانت را برطرف کرد. همچنین گفته می‌شود بعد از آن کاگه‌کاتسو به کیوتو خواهد رفت. نظرات مختلفی در مورد نامه نائوئه (Naoe-jo) وجود دارد.
این نامه در تاریخ ژاپن مشهور است، اما نسخه اصلی وجود ندارد، فقط چندین نسخه خطی به دست آمده‌است؛ بنابراین، نظریه «جعل نائوئه-جو» وجود دارد مبنی بر اینکه این سند جعل شده‌است، و همچنین این دیدگاه وجود دارد که «مطالب با شرایط زمانه مغایرت ندارد، پس سند جعلی نیست».
گفته می‌شود که ایه‌یاسو از این نامه نائوئه عصبانی شد و به دایمیوهای مختلف دستور داد تا اوئه‌سوگی را تحت سلطه خود درآورند. صرف نظر از صحت نامه نائوئه، آیه یاسو احتمالاً قصد نداشت اوئسوگی را تحت سلطه خود درآورد. شاید فکر می‌کرد که می‌تواند با بسیج فئودال‌های مختلف و تحت انقیاد خاندان اوئه‌سوگی، قدرت توکوگاوا را به همه نشان دهد.